# 胡文佳
胡文佳（1956年—），香港商人的士大王胡忠的長孫，胡應湘的親侄，現任合和實業獨立非執行董事。他亦是飯盒供應商陽光一代有限公司以及旗下波仔的創辦人之一。

## 學歷
- 美國普渡大學工業工程學學士學位

## 現職
- 合和實業非執行董事
- 利威集團董事總經理
- 高清視像製作有限公司董事總經理

## 資料來源
- 合和集團董事介紹